# Seweryn Lewandowski
Seweryn Lewandowski (ur. 23 października 1920 w Pińsku, zm. 27 grudnia 2017 w Częstochowie) – pracownik naukowo-dydaktyczny, konstruktor, pisarz, wykładowca Politechniki Częstochowskiej, Uniwersytetu Bagdadzkiego w Iraku i PSG College of Technology (Uniwersytetu w Madrasie w Indiach), ekspert UNIDO i UNESCO, sybirak i kombatant, członek Korpusu Weteranów Walk o Niepodległość RP (nr leg. 1065).

## Życiorys

### Dzieciństwo i młodość

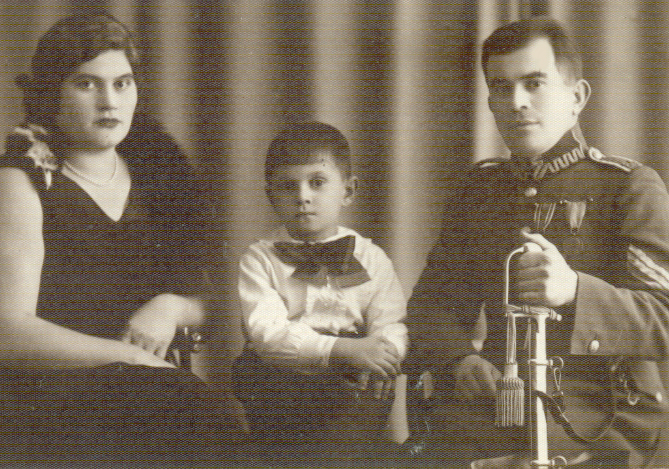
Rodzina Lewandowskich

Seweryn Lewandowski urodził się w Pińsku, w rodzinie o tradycjach patriotycznych. Jego matka Helena z domu Gołąb pochodziła z kresowej rodziny ziemiańskiej, od wielu lat zamieszkałej w Pińsku, zaś ojciec Jan Lewandowski, zawodowy podoficer 84 Pułku Strzelców Poleskich, pochodził z Bydgoszczy. Służył w Armii Hallera, walczył z Armią Czerwoną w latach 1919–1920, a w 1939 brał udział w kampanii wrześniowej, trafił do obozu jeńców Stalag II A w Neubrandenburgu, w którym przebywał do końca wojny; powrócił do kraju i 19 października 1945 zmarł w Bydgoszczy. Seweryn w wieku 13 lat ukończył Szkołę Powszechną nr 1 i kontynuował edukację w Gimnazjum Męskim nr 1 do czasu wkroczenia Armii Czerwonej do Pińska 19 września 1939.

### Aresztowanie i deportacja
13 kwietnia 1940 w nocy został wraz z matką aresztowany przez NKWD za działalność patriotyczną ojca i deportowany do kołchozu Barataj w północnym Kazachstanie. Po ogłoszeniu 12 sierpnia 1941 amnestii dla Polaków, przeniósł się w 1942 do Kokszetau, stolicy regionu, gdzie ukończył kurs kierowców samochodowych i podjął pracę w „SOJUZZAGOTZIERNO”, jako kierowca. Wiosną 1943 przeniósł się wraz z matką do kołchozu Antonówka, gdzie zbudował własną ziemiankę, w której jego matka mieszkała aż do powrotu do kraju w 1946..

### Udział II wojnie światowej

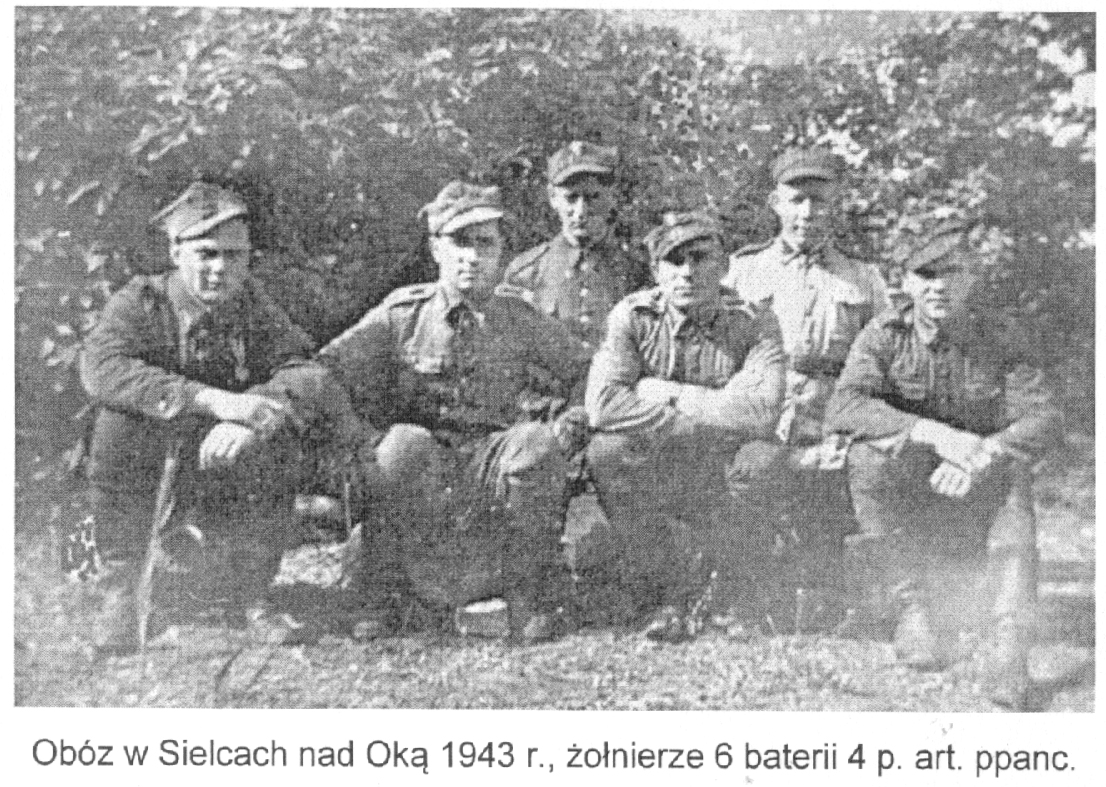

W czerwcu 1943 uzyskał skierowanie do Wojska Polskiego. Znalazłszy się w obozie nad Oką, został przydzielony jako kierowca do 6 baterii 4 Pułku Artylerii Przeciwpancernej w 2 Dywizji WP. Po przeszkoleniu jego pułk przerzucony został już w październiku na Smoleńszczyznę. 30 stycznia 1944 znalazł się na pierwszej mszy żałobnej za pomordowanych oficerów polskich w Katyniu, ponieważ jego bateria została wyznaczona do salwy honorowej w nagrodę za najlepsze wyniki w strzelaniu z dział.
Na początku lata 1944, pułk przerzucono w rejon Łucka. W połowie lipca wziął udział w przygotowaniu artyleryjskim i forsowaniu Bugu, uczestniczył w ciężkich walkach o przyczółek warecko-magnuszewski.  14 stycznia 1945 ruszyła ponownie ofensywa, pułk ten wziął udział w przygotowaniu artyleryjskim pod Nowym Dworem, a następnie poprzez przyczółek warecko-magnuszewski dotarł do zniszczonej przez Niemców Warszawy, a następnie do Wału Pomorskiego. Forsował Odrę 16 kwietnia pod Gozdowicami w rejonie Cedyni, brał udział w operacji berlińskiej, okrążając Berlin od północy. Wkrótce, po ciężkich walkach, nastąpiła kapitulacja garnizonu berlińskiego, a 8 maja kapitulacja III Rzeszy. Pod koniec pierwszej dekady lipca 1945 zakończyła się misja pułku w Niemczech. 4 Pułk Artylerii Przeciwpancernej powrócił do kraju 12 lipca 1945; został ulokowany w Pałacu Pszczyńskim. Seweryn Lewandowski został skierowany do szpitala wojskowego w Rokitnicy k. Zabrza, a po kuracji do Batalionu Rekonwalescentów i 17 listopada 1945 zdemobilizowany. Zamieszkał w Częstochowie, uzyskując status repatrianta. Kontynuował naukę w gimnazjum i liceum do 1947.

### Kariera zawodowa

#### Studia

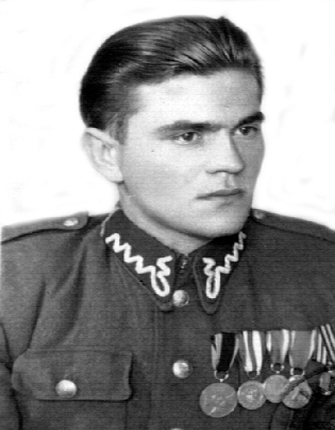
Seweryn Lewandowski na zdjęciu z indeksu Politechniki Gdańskiej

Studia dzienne rozpoczął w 1947 w Sekcji Konstrukcyjnej-Ogólnej, L.:2357, Wydziału Mechanicznego Politechniki Gdańskiej, pracując jednocześnie po drugim roku studiów jako młodszy konstruktor w Stoczni Gdańskiej, a następnie jako młodszy projektant w Biurze Projektów Budownictwa Morskiego w Gdańsku.  Po egzaminie dyplomowym wyjechał z Wybrzeża i czynił starania w Ministerstwie Szkolnictwa Wyższego i w Ministerstwie Hutnictwa o uzyskanie skierowania do pracy (które wówczas już obowiązywały) w Hucie B. Bieruta w Częstochowie.

#### Praca w przemyśle
1952–1957 – Huta im. B. Bieruta w Częstochowie (Huta Częstochowa).
Rozpoczął pracę jako konstruktor w biurze konstrukcyjnym. Wkrótce awansował na starszego konstruktora, a następnie na głównego konstruktora. 
Dalsza kariera zawodowa:
- 1958–1959 – Dyrekcja Budowy Osiedli Robotniczych, DBOR w Częstochowie, inspektor nadzoru kotłowni osiedlowych i miejskiej sieci ciepłowniczej
- 1969 – Centralne Biuro Projektowo-Konstrukcyjne Maszyn i Urządzeń dla Przemysłu Maszyn Budowlanych w Częstochowie, konsultant naukowy.
- 1977 – Ośrodek Badawczo-Rozwojowy Maszyn Budowlanych w Warszawie, konsultant naukowy.
- 1978–1981 – Przemysłowy Instytut Maszyn Budowlanych (PIMB), BUMAR, konsultant naukowy ds. niezawodności maszyn budowlanych. Kierownik zespołu ds. opracowania pierwszego w kraju Systemu Technicznej Informacji Serwisowej, STIS do analizy i rejestracji usterek i uszkodzeń maszyn budowlanych w okresie gwarancyjnym.

#### Praca na uczelniach
- 1953–1992 – Politechnika Częstochowska; podjął pracę na Wydziale Budowy Maszyn w Katedrze Części Maszyn jako asystent, awansował wkrótce na starszego asystenta. W 1967 obronił pierwszą na Politechnice Częstochowskiej pracę doktorską[5]. Niebawem awansował na adiunkta, a po kilku latach na docenta. Przez kilkanaście lat pełnił funkcję kierownika Zakładu Teorii i Eksploatacji Maszyn i Zapisu Konstrukcji. W roku 1981 został z wyboru dziekanem Wydziału Budowy Maszyn Politechniki Częstochowskiej; pełnił tę funkcję przez dwie kadencje do roku 1987. Nawiązał współpracę z Wojskową Akademią Techniczną oraz z PIMB BUMAR.

- 1960–1963 – Został delegowany przez Ministerstwo Szkolnictwa Wyższego do pracy w charakterze wykładowcy na Uniwersytecie w Bagdadzie w Iraku, w ramach współpracy kulturalnej. W tym czasie ukończył też Amerykański Instytut Języków Obcych w Bagdadzie.
- 1970–1971 – Rozpoczął pracę w UNIDO jako specjalista ds. reformy studiów na kierunku Inżynierii Mechanicznej w PSG College of Technology w Coimbatore w Indiach, afiliowanej do University of Madras (obecnie Anna University) z zadaniem wyprofilowania programów nauczania na tym kierunku pod potrzeby rozwijającego się przemysłu. Efektem tej pracy było wdrożenie nowych programów(7) oraz opracowania raportu(8) dla UNIDO.
- 1971–1972 – Został przejęty przez UNESCO dla kontynuacji rozpoczętego zadania w ramach UNDP, w tej samej uczelni, na innych kierunkach studiów, także inżynierskich, oraz instruktażowego prowadzenia zajęć. Organizował w tym celu seminaria i szkołę letnią, na której także wykładał. Inicjował kilka prac doktorskich i został ich promotorem na Uniwersytecie w Madrasie. Recenzował prace doktorskie. Opracował wytyczne i założenia do reformy studiów technicznych w Indiach(9) oraz raport dla UNESCO(3.7).

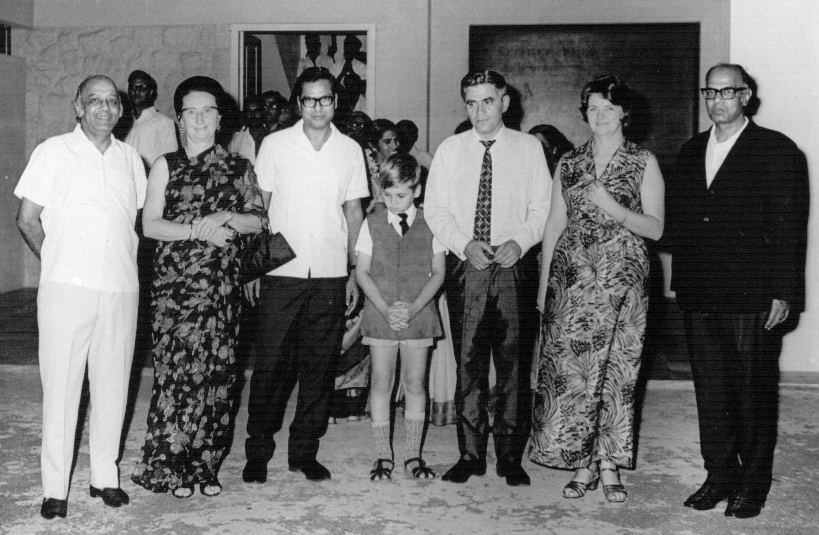
Pożegnanie z władzami PSG College of Technology, Coimbatore 1972

Został członkiem Rotary Club w Indiach i został przyjęty do English Club w Coimbatore. 

### Inne istotne wydarzenia
10 czerwca 1961, pracując w Bagdadzie, zawarł per procura w Częstochowie związek małżeński z Marią Bogdą z Kozłowskich.
1 września 1962 przychodzi na świat ich syn Jan Lech, a 2 lutego 1977 ich drugi syn Sebastian Maciej.
W 1983 tworzył od podstaw firmę PWA PoliArt, kontynuującą tradycje konwisarstwa polskiego.
W 2000 w wieku 80 lat zaczął pisać, w wyniku czego powstało ponad 2400 aforyzmów i fraszek, spośród których ponad 1130 ukazało się w postaci wydanego własnym sumptem tomu Humor Wierszowany Nieocenzurowany w Koalicyjnej Edycji Aforyzmów, Fraszek i Definicji (4.2) oraz opowieść autobiograficzno-historyczna Kartoteka Wspomnień – z perspektywy czasu(4.1) wydana w 2011 w niewielkim nakładzie przy pomocy Ośrodka Promocji Kultury „Gaude Mater” w Częstochowie. Obie te pozycje były wysoko ocenione przez recenzentów oraz Związek Sybiraków w Częstochowie. Prezentowane były także w OPK, co odnotowane zostało również przez prasę, z których powstały prezentacje(4.9) i (4.10). 

## Projekty i ekspertyzy
1. Projekty wyrobów konwisarskich i katalogu PWA PoliArt, aranżacja, redakcja i zdjęcia, 1992,[9]
2. Projekty form konwisarskich dla ponad 100 wyrobów, PWA PoliArt. 1990–2009,[9]
3. Projekt pomnika „Pamięci Zesłańcom Sybiru” w Częstochowie, 2013.[9]

## Publikacje i opracowania naukowe
Opublikował ponad 60 prac i publikacji naukowych, głównie z zakresu zmęczenia materiałów, niezawodności maszyn i organizacji studiów inżynierskich, w tym do najważniejszych zaliczyć należy:
1. Praca doktorska, 1967, która inicjuje szereg dalszych prac doktorskich w I.P.K.M., P.Cz.,
2. Wpływ warunków pracy na trwałość zmęczeniową elementów maszyn, P.M. z.9, 1968
3. Współczesne poglądy na uszkodzenie zmęczeniowe, ZN, PCz. Nr 46, Mech., 1968
4. Współczynnik skali w ujęciu statystycznym, V Kraj. Konf. Wytrz. Mater., Kraków 1969
5. Kumulacja uszkodzeń zmęczeniowych przy wielostopniowym widmie obciążeń (hipoteza), II Konf. Dynamiki Maszyn, Kraków, 1969
6. Development of Study Plans for Post Grad. Stud. In Mech. Eng. … in India UNIDO, UNDP, 1970
7. Final Report: Planning of Tech. Education … for Industrial Development, UNIDO, UNDP, 1970
8. Planning of Tech. Education for Industrial Development in India (założenia i wytyczne) UNESCO, UNDP, 1972
9. Wpływ pola magnetycznego na trwałość zmęczeniową, Przegląd. Mech., nr 5. 1975
10. Wybrane zagadnienia z metodyki badań eksploatacyjnych niezawodności maszyn, Sympozjum, WAT, 1976
11. Badania niezawodności maszyn budowlanych: cele, metodyka, organizacja, Konf. P.I.M.B., BUMAR, 1978
12. Niezawodność Maszyn Budowlanych, Skrypt specjalistyczny, OT, NOT BUMAR, 1979
13. Statystyczna metoda weryfikacji wielkości ziarna stali, Konf. PTMTiS, Szczyrk. 1980
14. System Technicznej Informacji Serwisowej (STiS), ZPMB BUMAR, 1980
15. Dependence of Reliability Characteristics on Operation Conditions, V sym. on Reliability, Hung. Acad., 1982
16. Prediction of Reliability Depending on Simulated Operation Conditions, International Confer., ASME, Ateny, 1984
17. Historia (Wczoraj i Dziś) konwisarstwa, Konferencja ArtCast'96. Politechnika Częstochowska, 1996

## Twórczość literacka
1. Kartoteka wspomnień z perspektywy czasu, Cz. 1, ISBN 978-83-927293-4-1, Cz-wa, 2011
2. Humor wierszowany nieocenzurowany... Selekt, ISBN 978-83-927293-2-7, Cz-wa, 2011

## Odznaczenia
1. Krzyż Kawalerski Orderu Odrodzenia Polski (1982), leg. nr 1749-82-45
2. Złoty Krzyż Zasługi (1974), leg. nr 1491-74-35
3. Medal 40-lecia Polski Ludowej (1984), leg. nr 12/116/84M
4. Medal za Warszawę (1946), leg. nr 009183
5. Medal za Odrę, Nysę, Bałtyk (1946), leg. nr 028868
6. Medal Zwycięstwa i Wolności (1945)
7. Krzyż Zesłańców Sybiru (2004), leg. nr 16-2004-83
8. Odznaka Grunwaldzka (1946), leg. nr 063932
9. Medal Komisji Edukacji Narodowej (1981), leg. nr 33196
10. Złota Honorowa Odznaka SIMP (1982), leg. nr 2599/82
11. Złota Odznaka Zasłużonego dla Energetyki (1985), leg. nr 34192/85
12. Odznaka Honorowa Sybiraka (1995), leg. nr 4744/95
13. Medal „Bene Merentibus” Politechniki Częstochowskiej (1989), leg. nr (bez numeru)
14. Medal za długoletnią pracę w Politechnice Częstochowskiej (1990), P.Cz.
15. Odznaka tytułu honorowego „Zasłużony Nauczyciel PRL” (1989), leg. 90-89-43
16. Srebrna Odznaka Honorowa za Zasługi dla Związku Sybiraków (2013), leg. nr 0000358
17. Medal „Za wyzwolenie Warszawy” (1946, ZSRR), leg. nr A N131726
18. Medal za Zwycięstwo nad Niemcami w Wielkiej Wojnie Ojczyźnianej 1941-1945 (1946, ZSRR), leg. nr 3 N0455418

## Nagrody
1. Nagroda Ministra MNSWiT, zesp. stop. III za osiągnięcia w dziedzinie dydaktyczno-wychowawczej (1976)
2. Nagroda Rektora P.Cz, indywidualną stopnia I za szczególne osiągnięcia w dziedzinie organizacyjnej (1984)
3. Nagroda Rektora P.Cz, indywidualną stopnia I za szczególne osiągnięcia w dziedzinie organizacyjnej (1985)
4. Nagroda Rektora P.Cz, indywidualną stopnia I za szczególne osiągnięcia w dziedzinie organizacyjnej (1986)
5. Nagroda Rektora P.Cz, zespołową stopnia I za szczególne osiągnięcia w dziedzinie organizacyjnej (1990)
6. Nagroda Rektora P.Cz, indywidualną stopnia I za szczególne osiągnięcia w dziedzinie dydak.-wych. (1991)
7. Nagroda Rektora P.Cz, zespołową stopnia I za szczególne osiągnięcia w dziedzinie organizacyjnej (1991)